# Valencia Estación del Norte
Az Valencia Estación del Norte Valencia legnagyobb vasútállomása, a városközponttól nem messze, a városházától kb. 200 méterre található.  A fejpályaudvar 1852. március 21. nyílt meg.
Napjainkban a 10 vágányos csarnokban szinte az összes spanyol járattípus megfordul (Alaris, Euromed, Trenhotel, MD, TRD, Regional, Regional Express, Cercanías Valencia). 2010-ben az állomáson 14 000 000 utas fordult meg.

## Épülete
- A fejpályaudvar épületének díszítményei a szecesszió kimagasló alkotásai. Az épületet, amelyet Demetrio Ribes Marco építész[1] tervezett, 1917-ben avatták fel.

## Megközelítése
A pályaudvart érinti a 3-as és az 5-ös számú Valenciai metró, továbbá a városi buszok közül az 5, 6, 7, 8, 19, 35, 40 és 63, az éjszakai járatok közül az N1, N7 és N9.

## Vasútvonalak
Az állomást az alábbi vasútvonalak érintik:
- Tarragona-Valencia-vasútvonal
- Valencia–Alicante-vasútvonal
- Madrid-Valencia-vasútvonal
- Valencia-Liria railway

## Képgaléria

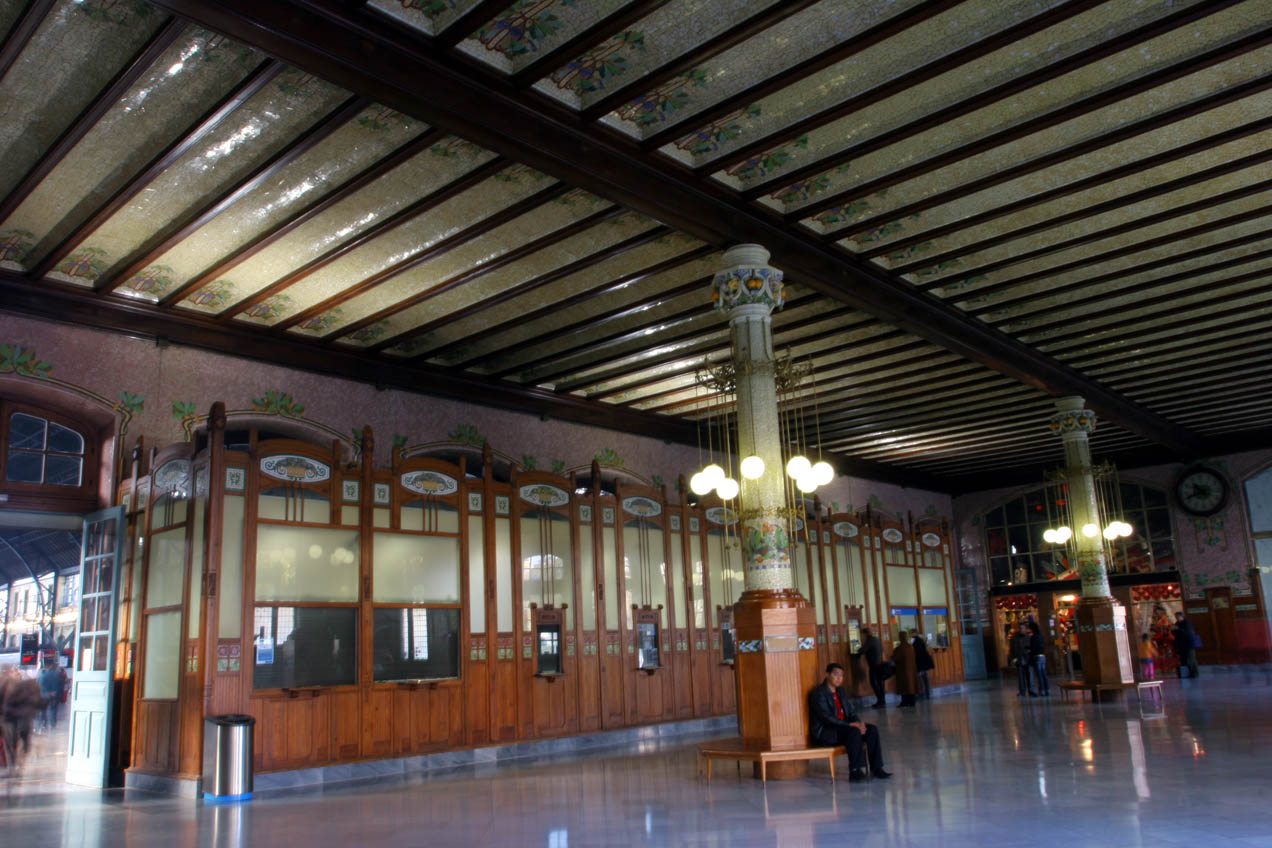
Pénztárak
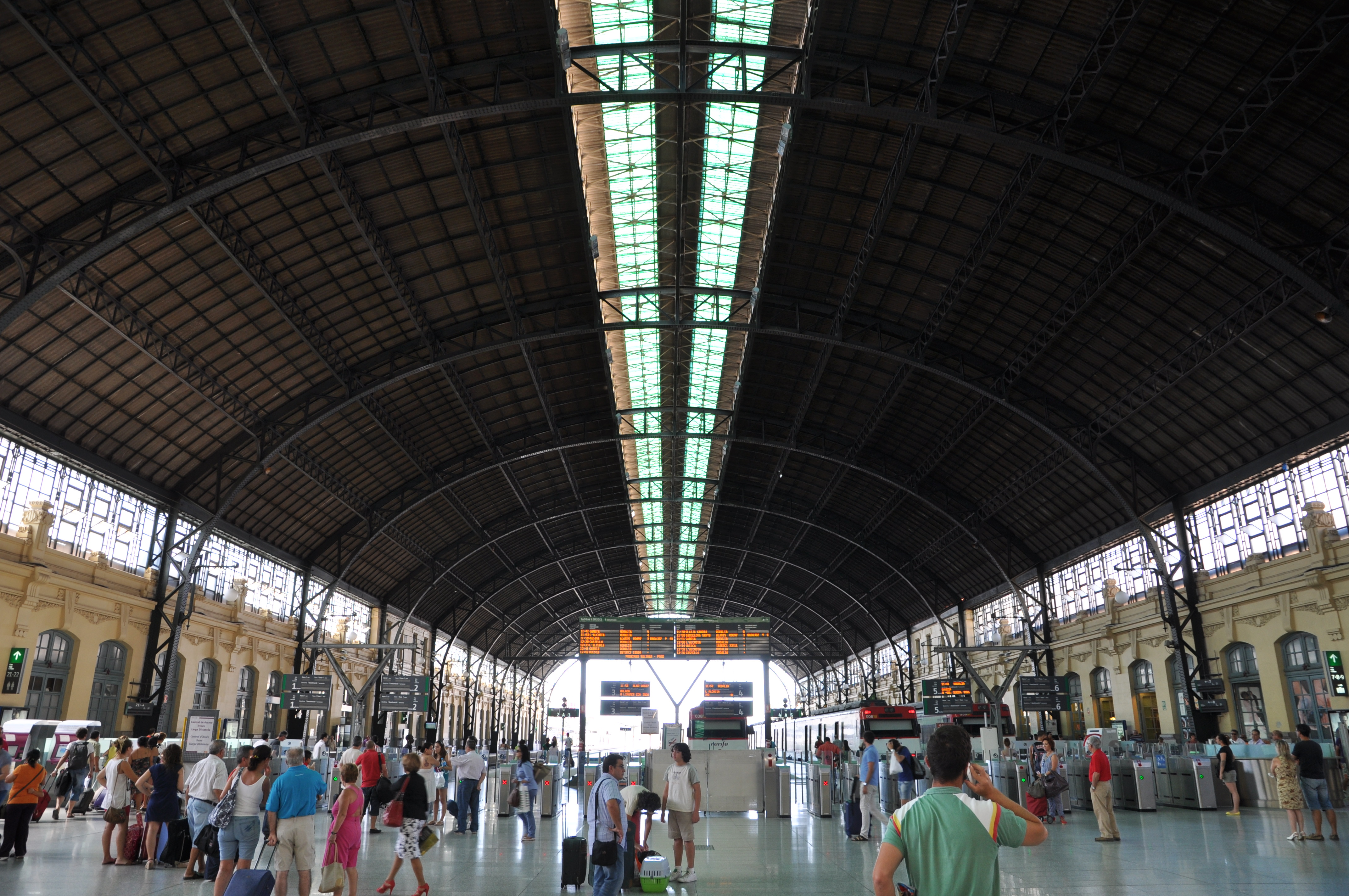
A csarnok